# Річард Сандрак
Річард Сандрак (англ. Richard Sandrak; народився 15 квітня 1992) — зірка фітнесу та культуризму, актор. Став відомий у США та світі завдяки своїм фізичним досягненням як «Маленький Геркулес», у вісім років Річард був найсильнішою дитиною у світі.

## Біографія
Народився в Україні. У віці два роки Річард з батьками емігрував до США, де вони оселились у штаті Пенсільванія. Там, лише роком пізніше він почав тренування з бойових мистецтв та бодібілдингу використовуючи маленькі легковагі гирі. Тренування Річарда тривали по одній годині на день шість днів на тиждень . У шість років Річард зумів зробити жим лежачи вагою 80 кг, а у вісім перевершив свій рекорд піднявши 95 кг.
У 1999-му, сім'я здійснила інше сміливе та ризиковане підприємство і знову, залишивши все, в пошуках кращого життя вирушила до Каліфорнії. Батьки також шукали тренера для Річарда, після розмови з багатьма професіоналами з фітнесу вони вирішили звернутись до Френка Гардіна — одного з найкращих тренерів. Сім'я зустрілася з Френком коли Річарду було сім років. Френк Гардін, попри багаторічний досвід роботи, був приголомшений результатами Річарда. Їх перше шоу мало назву «Вір або невір» («Ripley's Believe it or Not»). Невдовзі видатні успіхи Річарда помітили ЗМІ, він почав з'являтися з власними виступами в найвідоміших шоу бодібілдінгу: «Містер Олімпія», «Ніч Чемпіонів», «Містер США», «Смарагдовий Кубок», «Арнольд Classic» та багатьох інших.
У березні 2005, за участю Річарда створено нову відеопрограму для фізичного розвитку дітей «Відео тренувань маленького Геркулеса для дітей», яку було перекладено багатьма мовами, зокрема, російською.
Нещодавно Річард зіграв роль у стрічці «Маленький Геркулес 3Д» (2009). Він продовжує тренуватись під керівництвом Френка Гардіна, бере участь у популяризації фізичної культури серед дітей та дорослих. У наш час[коли?] його вигляд майже не відрізняється від вигляду юнаків його віку .
В інтерв'ю виданню Inside Edition у 2015 році Сандрак сказав, що покинув бодібілдинг, коли він йому набрид після того, як його батько потрапив до в'язниці, і тепер займається кардіо вправами, такими як підтягування, підйом по сходах і скейтбординг. Він сказав, що хотів би стати інженером у NASA.